# A.O.R
A.O.R（エイ・オー・アール）は、影山ヒロノブの9枚目のアルバムである。2017年7月25日にLantisから発売された。

## 概要
5年ぶりのソロ・アルバム。影山がデビュー40周年を記念するアルバムで、デビュー記念日（レイジーの1枚目シングル「Hey! I Love You!」の発売日）である7月25日に発売された。
タイトルのA.O.Rは、影山本人が気に入っている音楽ジャンルの「AOR」と、「Always On the Road」（「いつもツアーやってるぜ！」）という意味が込められている。
ブックレットは歌詞のほか、セルフライナーノーツも記載してある。
「Beginning」はPVが製作されている。

## 主な記録
オリコン週間チャートで69位に入り、前作の「ROCK JAPAN」に続いて2作連続でソロ・アルバムとして100位入りを果たした。

## 収録曲
（特記以外、影山ヒロノブが作詞あるいは作曲を担当）
1. Beginning　
  - 作詞：影山ヒロノブ、Serena Lee　編曲：デイヴィッド・フォスター
  - ランティスの井上俊次により実現できた（デイヴィッドとの）コラボ。
  - この曲のレコーディングが終わった時、アルバムのコンセプトも決まっていたという。
2. 甘く危険な夜に
  - 作曲：松尾洋一　編曲：Broadway　メイン・アレンジ、プログラミング：須藤賢一
  - アルバムのため描き下ろしされた曲ではなく、AIRBLANCAのライブで既に演奏された曲である。AIRBLANCAにとって一つの完成形だという曲。
3. Mr.Travelin’Man
  - 作詞：影山ヒロノブ、RiXIA　編曲：Broadway　メイン・アレンジ、プログラミング：松尾洋一
  - 作曲時に、アコギでリフとメロディを一気に完成させた曲。アメリカでライブハウスツアーをやっているような気持ちを表現している。
4. Chase the real
  - 編曲：中土智博
  - 編曲の中土は、JAM Projectのアルバム「AREA Z」に収録されている「Fragile」の編曲も担当している。
  - 今回のアルバムでは、サウンド面に現代的すぎる感じがするという。
5. おーりとーり
  - 編曲：中土智博
  - ゲスト・ボーカル：林田健司
  - 石垣島でレコーディングされた曲。
6. ハッピーアイスクリーム
  - 編曲：黒須克彦
  - TVアニメ「ろんぐらいだぁす!」のエンディングテーマ。今回のアルバムで唯一のセルフカバーナンバー。
7. Life without you
  - 作詞：森由里子　編曲：Broadway　メイン・アレンジ、プログラミング：村上聖
  - 影山は村上による編曲が終わって曲を何度も聞いて、自分の詞ではなくプロフェッショナルな作詞家の詞で歌いたいと思うようになり、森にオファーしたというエピソードがある。
8. She's trouble & I'm such a fool!
  - 編曲：Broadway　メイン・アレンジ、プログラミング：松尾洋一
  - ゲスト・ボーカル：遠藤正明
  - 友人であるSerenaの提案で決められたタイトルという。
  - ブルージーなサウンドに仕上げられた曲。ギター・ソロはかぼちゃ亭の山口"IZZY"伊津巳が演奏している。
9. Home～僕の大切な人達へ～
  - 作詞：せれな、りょうへい、かげあに　作曲：りょうへい、かげあに　編曲：栗山善親
  - ボーカル：せれな、りょうへい、かげあに
  - 奄美大島でレコーディングされた曲。
  - ボーカルにいつも影山のアコギライブで前席に座っている、プロサーファーでもあるりょうへいが参加している。
  - スライド・ギターのソロを池田繁久（BLAZE）が担当している。
  - コーラスに西平酒造の代表取締役社長である西平功が参加している。西平はかつて須藤賢一とバンドを組んでいて、ボーカルを担当していた。
10. White wedding
  - 作詞：影山ヒロノブ、RiXIA　編曲：寺田志保
  - 影山が曰く「40年の音楽人生の中でクリスマスソングとウェディングソングがほとんどない」という理由で、今回のアルバムをきっかけに両者をミックスして書き上げた曲である。
  - 編曲の寺田を中心としたセッションでできた曲。
11. Stellar Compass
  - 作詞：影山ヒロノブ、Serena Lee　作曲：服部隆之、影山ヒロノブ　編曲：服部隆之
  - TVアニメ「ID-0」のエンディングテーマ。
  - この曲をもって、アルバムの最初と最後の曲が英語詞になっている。